# Bas Lubberhuizen
Bas Lubberhuizen (26 oktober 1946) is een horeca-uitbater, oprichter van een uitgeverij en stoker van eaux de vie.

## Biografie
Lubberhuizen is een zoon van uitgever en oprichter van De Bezige Bij Geertjan Lubberhuizen (1916-1984) en diens eerste vrouw Wilhelmina Jacoba van Reenen (1917-2004), lid van de familie Van Reenen. Hij was enkele jaren werkzaam in het Amsterdamse literaire café De Engelbewaarder waar later ook een serie biografische uitgaven over schrijvers naar werd genoemd. In de jaren 1980 werd hij uitbater van de cafés Welling en Vertigo (het laatste in het Filmmuseum), ook in Amsterdam. In 1991 stichtte hij een uitgeverij die zijn eigen naam droeg. In 2012 droeg hij die uitgeverij over aan Wieneke 't Hoen en trok zich daaruit terug.
Samen met Henk Raaff, filmer en schrijver, richtte hij de stokerij Lubberhuizen & Raaff op in het brandweerhuis van Varik waar zij eaux de vie stookten. Het door hen gemaakte vruchtendistillaat van kweeperen kreeg in 2009 de Oostenrijkse onderscheiding 'Edelbrand des Jahres'. In 2025 verkocht hij zijn aandeel in de stokerij.

## Uitgave als afscheidskado
Ter gelegenheid van het afscheid op 19 april 2012 verscheen ter ere van Bas Lubberhuizen de volgende uitgave:
- Nicolas Bouvier, De Rode Kamer, vertaling door: Floor Borsboom, 23 pagina's, formaat: 18 * 13 cm, cahiersteek, Aanvraagnummer KB: 12051339
  - Colophon: De Rode Kamer verscheen onder de title La chambre rouge (1991) voor het eerst in Le voyage à Genève, een bloemlezing onder de redactie van Bertrand Lévy (Les Ëditions Metropolis, Genève, 1994) en daarna, samen met een tekst over de Tsjechische dichter Vladimir Holan, in La Chambre rouge et autre texte (Les Éditions Metropolis, 1998). Deze publicatie, in vertaling van Floor Borsboom en met speciaal voor deze uitgave gemaakte tekening van Frank Van den Broeck verscheen op 19 april 2012 ter gelegenheid van het afscheid van Bas Lubberhuizen als uitgever. Het boekje werd vormgegeven door Marjan Gerritse, gedrukt door Drukkerij Mart Spruijt en gebonden door Boekbinderij Van Waarden / de Antelier. Het wordt verspreid onder vrienden van de uitgeverij.